# Víctor Jara
Víctor Lidio Jara Martínez (San Ignacio, 28 de setembro de 1932 — Santiago, 16 de setembro de 1973) foi um professor, diretor de teatro, poeta, cantor, compositor, músico e ativista político chileno.
Nascido numa família de camponeses, Jara se tornou um reconhecido diretor de teatro, dedicando-se ao desenvolvimento da arte no país, dirigindo uma vasta gama de obras locais, assim como clássicos da cena mundial. Simultaneamente, desenvolveu uma carreira no campo da música, desempenhando um papel central entre os artistas neo-folclóricos que estabeleceram o movimento da Nueva Canción Chilena, que gerou uma revolução na música popular de seu país durante o governo de Salvador Allende. Também era professor, tendo lecionado Jornalismo na Universidade do Chile.
Logo após o golpe militar de 11 de setembro de 1973, Jara foi preso, torturado e fuzilado. Seu corpo foi abandonado na rua de uma favela de Santiago.
Em Portugal há uma banda musical chamada Brigada Victor Jara, em homenagem ao ativista chileno. 

## Biografia

### Primeiros anos
Víctor Jara nasceu em 28 de setembro de 1932. O local de seu nascimento é controverso. Segundo algumas fontes,  teria nascido em  San Ignacio.[carece de fontes?] Segundo outras, ele seria originário do povoado de Quiriquina,  perto da comuna de Chillán Viejo. De todo modo, teria nascido na atual província de Diguillín, na  região de Ñuble e, ainda pequeno, teria mudado, com a família, para Lonquén,
localidade situada na comuna de Talagante, Região Metropolitana de Santiago. Era filho dos camponeses pobres Manuel Jara e Amanda Martínez.
Amanda, de origem mapuche, era do sul do Chile e  grande conhecedora da cultura popular.  Manuel era um trabalhador braçal analfabeto e queria que seus filhos trabalhassem o quanto antes, em vez de irem à escola. Assim sendo, aos seis anos de idade, Víctor já estava trabalhando no campo. Manuel era incapaz de extrair o sustento de sua grande família - além de Víctor tinha outros quatro filhos: María, Georgina, Eduardo e Roberto - como camponês no imóvel da família Ruiz-Tagle. Tampouco foi capaz de encontrar um trabalho estável. Acabou virando um alcoólatra violento. Seu relacionamento com Amanda deteriorou-se, e ele abandonou a família quando Víctor ainda era criança. Amanda criou Víctor e seus irmãos sozinha, insistindo que todos eles fossem à escola. Ao contrário de Manuel, Amanda não era analfabeta. Autodidata, ela tocava violão e piano, além de cantar canções folclóricas em casamentos e funerais de sua cidade natal.

### Em Santiago
Em consequência de um grave acidente no lar sofrido pela irmã de Víctor, María, a família se muda para a capital do país, Santiago, à procura de melhores condições econômicas. Víctor, juntamente com o irmão Lalo, ingressa no Liceu Ruíz-Table, onde ambos destacam pelos seus bons resultados académicos, até acabarem nele os estudos primários.
O duro trabalho da mãe conseguiu algum progresso econômico para a família, mas obrigou-a a dedicar pouco tempo aos filhos. A viola de Amanda serviu a Víctor para a sua aproximação da música, com ajuda do seu amigo Omar Pulgar.
A mudança para o bairro de Chicago Chico dá ao jovem Víctor a possibilidade de ter relacionamento com outros jovens da mesma origem e condição, agrupando-se na altura em torno do Partido Democrata Cristão. Cantam, escutam música clássica, saem de excursão, jogam futebol e formam um coro. Os estudos religiosos fazem parte da formação dele nesse tempo.
Durante os estudos secundários no chamado "instituto comercial", parece ter existido em Víctor o sonho secreto de chegar a ser padre. Em 1950, a mãe morre repentinamente.

### O seminário
Mudaram-se para Población Nogales, onde voltou a encontrar Julio e Humberto Morgado, colega da escola primária. A família Morgado proporcionou a Víctor comida e cama. Víctor deixou os estudos para trabalhar numa fábrica de móveis e ajudava Pedro Morgado, pai dos seus colegas, no trabalho de transportista.
Por conselho do padre Rodríguez, ingressa no seminário e na Congregação dos Redentoristas, em San Bernardo. Víctor, mais tarde, assim lembraria esse momento:
"Para mim foi uma decisão muito importante entrar para o seminário. Quando o penso agora, da perspectiva mais dura, acho que fiz aquilo por razões íntimas e emocionais, pela solidão e o desespero de um mundo que até esse momento tinha sido sólido e perdurável, simbolizado por um lar e o amor da minha mãe. Eu já estava envolvido com a Igreja, e naquela altura procurei refúgio nela. Então pensava que esse refúgio iria guiar-me até outros valores e ajudar-me a encontrar um amor diferente e mais profundo, que porventura compensasse a ausência do amor humano. Julgava que talvez achasse esse amor na religião, dedicando-me ao sacerdócio."
Dois anos mais tarde, em 1952, abandonaria o seminário, ao dar pela sua falta de vocação, mas lembraria positivamente o canto gregoriano e a parte da interpretação litúrgica. A saída do seminário coincide com a ida para a tropa.

### A música e o teatro
Aos 21 anos, entra no coro da Universidade do Chile, participando na montagem de Carmina Burana e começando assim o seu trabalho de pesquisa e compilação folclórica. Três anos mais tarde, faz parte da companhia de teatro "Compañía de Mimos de Noisvander", e começa a estudar actuação e direcção na Escola Teatro da Universidade do Chile.
Em 1957, faz parte do grupo de cantos e danças folclóricas Cuncumén, onde conhece Violeta Parra, que o encoraja a continuar na profissão.
Com 27 anos, em 1959 dirige a sua primeira obra de teatro Parecido a la Felicidad de Alejandro Sieveking, encenando-a por vários países latino-americanos. Como solista do grupo folclórico, grava o seu primeiro disco, "Dos Villancicos". No ano a seguir, participa como assistente de direcção na montagem de La Viuda de Apablaza de Germán Luco Cruchaga, cujo director era Pedro de la Barra, e dirige a obra La Mandrágora, de Machiavello.
Em 1961, como director artístico do grupo Cuncumén viaja pela Holanda, França, União Soviética, Checoslováquia, Polónia, Roménia e Bulgária.
Em 1961, compõe a sua primeira canção, Paloma Quiero Contarte, continuando o seu trabalho como assistente de direcção na montagem de La Madre de los Conejos de Alejandro Sieveking. No ano seguinte, 1962, dirige para Ituch a obra Animas de Día Claro também de Sieveking.
Grava com o grupo Cuncumén o LP Folclore Chileno, onde inclui duas canções próprias, Paloma Quiero Contarte e La Canción del Minero. Começa a trabalhar como director na Academia de Folclore da Casa da Cultura de Ñuñoa, função que desempenharia até 1968. Nessa altura, e até 1970, faz parte da equipa estável de directores do Instituto de Teatro da Universidade do Chile, Ituch e entre 1964 e 1967 é professor de actuação na universidade.
O trabalho de direção teatral ocupa o seu tempo, realizando, quer como assistente de direcção, quer como director, várias montagens, entre elas uma para a TV da Universidade, além de uma tourné pela Argentina, Uruguai e Paraguai com a obra Animas de Día Claro de Alejandro Sieveking. Em 1963, passa a ser assistente de direcção de Atahualpa del Cioppo na montagem de El Círculo de Tiza de Bertolt Brecht, para o Ituch.
Continua a compor música e, em 1965, dirige a obra La Remolienda de Alejandro Sieveking, bem como a montagem de La Maña de Ann Jellicoe, para o Ictus, recebendo por elas o prémio Laurel de Oro como melhor realizador, e o prémio da Crítica do Círculo de Jornalistas à melhor direcção por La Maña.

### Cantor de intervenção
É diretor artístico do grupo Quilapayún, de 1966 a 1969 e, até 1970, é solista em La Peña de los Parra.
Em 1966 grava o seu primeiro LP, Víctor Jara, editado por Arena. Pela  EMI-Odeon, grava no ano seguinte os LP's Víctor Jara e Canciones Folclóricas de América, com o  Quilapayún.
Continua o trabalho como diretor teatral e monta novamente La Remolienda, sendo premiado pela crítica graças à direção de "Entretenimiento a Mr. Sloane" e consegue o Disco de Prata da discográfica EMI-Odeon.
Em 1969 monta   Antígona de Sófocles para a Companhia da Escola de Teatro da Universidade Católica. Com a canção Plegaria a un labrador ganha o primeiro prémio do Primeiro Festival da Nova Canção Chilena e viaja a Helsínquia para participar de um Comício Mundial de Jovens pelo Vietname, gravando ainda nessa altura Pongo en Tus Manos Abiertas.
Em 1970, participa em Berlim da Conversação Internacional de Teatro e, em Buenos Aires, do Primeiro Congresso de Teatro Latino-Americano. Envolve-se na campanha eleitoral da Unidade Popular e edita o disco Canto Libre.
Nomeado embaixador cultural do Governo da Unidade Popular, em 1971 compõe , com Celso Garrido Lecca, a música para o ballet Los Siete Estados, de Patricio Bunster, para o Ballet Nacional do Chile. Com Violeta Parra e Inti-Illimani, ingressa no Departamento de Comunicações da Universidade Técnica do Estado. Com a casa Dicap, edita o disco El Derecho de Vivir en Paz, com o qual leva o prémio Laurel de Oro concedido à melhor composição do ano.
Trabalha como compositor de música para continuidade na Televisão Nacional do Chile de  1972 a 1973; investiga e compila testemunhos em Hermida de la Victoria, a partir dos quais gravaria La Población. Viaja à URSS e a Cuba e dirige a Homenagem a Pablo Neruda pela obtenção do Prémio Nobel.
Os camponeses de Ránquil convidam-no à realização de uma obra musical sobre a comuna. Coerente com seu compromisso social, participa de trabalhos voluntários para impedir a paralisação do país mediante a greve de camionistas fomentada pelas forças reacionárias. Esse mesmo compromisso leva-o, em 1973, a realizar diferentes atos, participando na campanha eleitoral  em prol dos candidatos da Unidade Popular. Respondendo ao apelo de Pablo Neruda, participa como diretor e cantor num ciclo de programas da TV contra a guerra e contra o fascismo. Trabalha ainda em vários discos que não poderá gravar e realiza a gravação de Canto por Travesura.

## Golpe de estado e assassinato
O golpe de estado liderado pelo general Augusto Pinochet contra o presidente Salvador Allende, em 11 de setembro de 1973, surpreende Jara na universidade. Ele é então detido,  com outros alunos e professores, e conduzido ao Estádio Chile (não confundir com Estádio Nacional de Chile), convertido em  campo de concentração e um dos maiores centros de detenção e tortura  da ditadura de Pinochet. Lá é mantido  durante vários dias. Há alguma controvérsia quanto às torturas que teria sofrido durante os dias de cárcere antes de seu assassinato a tiros, no dia 16 de setembro do mesmo ano. Havia um boato de que teria tido suas mãos cortadas como parte do "castigo" dos militares a seu trabalho de conscientização social dos setores mais desfavorecidos da sociedade chilena. Porém, na exumação do corpo de Jara, realizada em junho de 2009, foi confirmado que, na verdade,   suas mãos haviam sido esmagadas por coronhadas dos soldados.
Jara era membro do Partido Comunista do Chile e, antes de ser preso e assassinado, integrava o Comitê Central das Juventudes Comunistas do Chile. Nos dias de cativeiro prévios à sua execução, Jara escreveu um poema que pôde ser conservado.
Dois discos gravados por Víctor Jara pouco antes de morrer não foram editados.

### Reconhecimento do assassinato

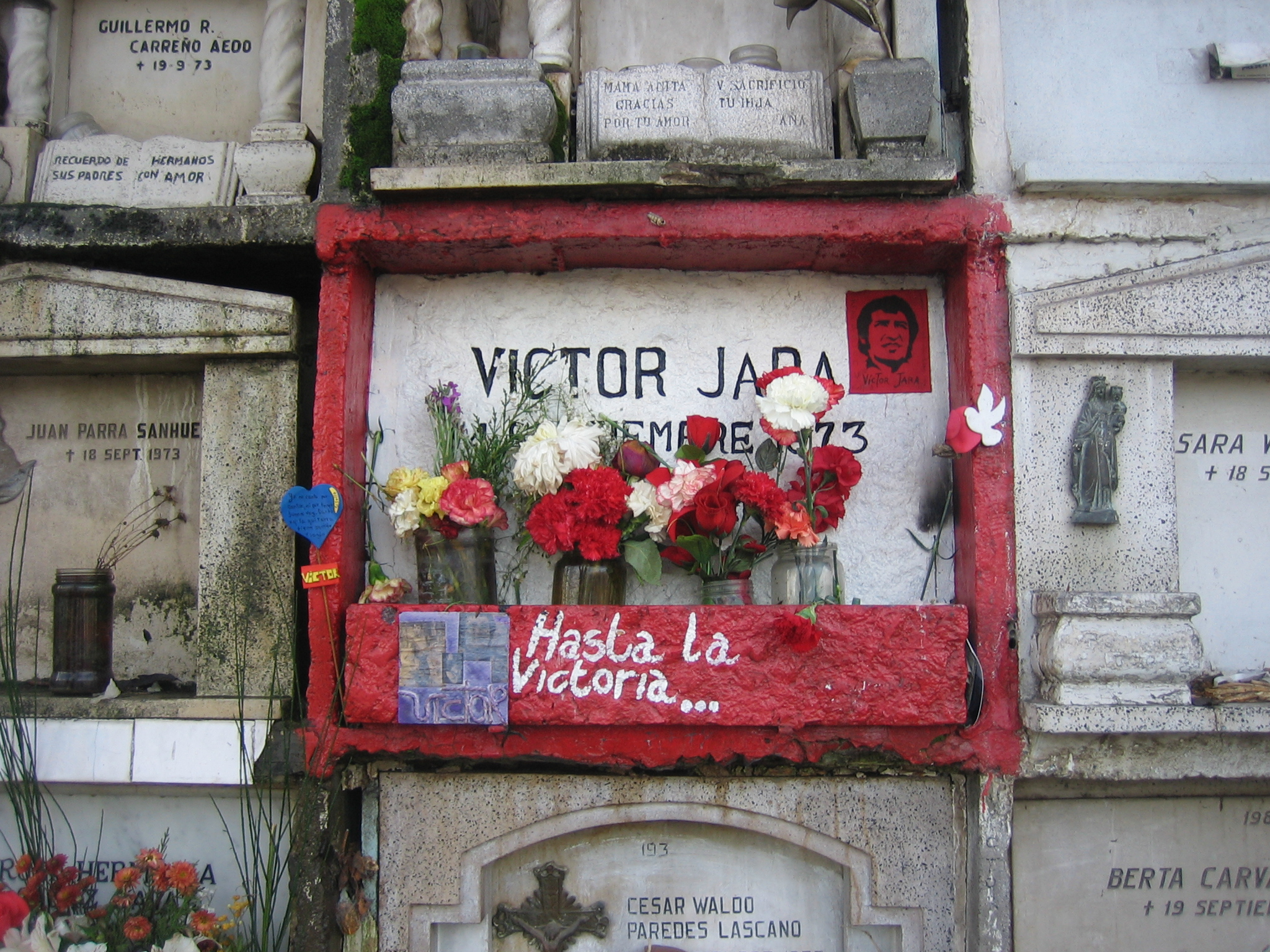
Túmulo de Víctor Jara no Cemitério Geral de Santiago do Chile. Na lápide se lê: "Até a vitória...".

Somente em 1990 o Estado chileno, por meio da Comissão da Verdade e da Reconciliação, reconheceu que Víctor Jara havia sido assassinado a tiros no dia 16 de setembro de 1973 no Estádio Chile e, depois, teve seu corpo lançado em um matagal perto da Estrada Sul, na parte posterior de um cemitério, juntamente aos corpos de  outras três vítimas. Em seguida a esses acontecimentos, o cadáver de Jara foi levado à câmara mortuária, onde foi identificado pela esposa, a bailarina britânica Joan Turner. Víctor Jara tinha, em seu corpo, 44 marcas de bala e numerosos ossos fraturados, de acordo com o informe da autópsia, feita após o encontro de seu cadáver.
Em junho de 2016, um tribunal federal de Orlando, nos Estados Unidos, julgou que o ex-militar Pedro Barrientos, chileno naturalizado norte-americano,  culpado de torturar e assassinar o artista. Radicado desde a década dos noventa na cidade de Deltona (Flórida), Barrientos dedicava-se ao comércio de carros usados. O júri condenou-o a pagar uma indenização de 28 milhões de dólares  à família. O processo civil havia começado com uma ação movida em 2013 pela viúva, Joan Turner Jara, e as duas filhas do casal, Manuela Bunster e Amanda Jara, com apoio do Centro de Justiça e Responsabilidade (CJA), de San Francisco. O julgamento durou duas semanas.  Três anos antes, a Justiça chilena já havia identificado Barrientos como autor material do homicídio, mas não conseguira obter a  extradição do acusado. As investigações judiciais indicaram que Barrientos, então tenente do Exército, fora o autor dos tiros que mataram Víctor Jara. Na mesma época, outros sete oficiais reformados foram processados pelo assassinato ocorrido no Estádio Chile, em Santiago.  O ex-militar sempre se declarou inocente, inclusive durante o julgamento. Disse que na época dos fatos nem conhecia Víctor Jara e que só muito tempo depois ficou sabendo quem era e como tinha morrido.
O depoimento de José Paredes, que aos 18 anos presenciou o assassinato enquanto prestava o serviço militar, foi crucial para a investigação no Chile, relacionando diretamente Barrientos ao crime. "Eles o mantinham sentado. Havia umas camas de campanha, dessas usadas no Exército, e o mantinham ali e batiam, batiam, batiam (...). E Barrientos lhe dá um tiro... quase à queima-roupa”, relatou o Paredes à Justiça chilena. O juiz Vásquez, que investigou o caso no Chile, afirmou, depois de processar Barrientos por homicídio qualificado, disse não haver dúvida de que "ele atirou em Víctor Jara".
Os corpo de Jara foi sepultado no Cemitério Geral de Santiago do Chile.
Em setembro de 2003, trinta anos após o assassinato do artista, o Estádio Chile foi rebatizado como Estádio Víctor Jara.
Em julho de 2018, os tribunais do Chile processaram dez ex-integrantes do exército chileno, por sequestro e homicídio, no caso de Jara; nove deles foram condenados a penas de até 15 anos de prisão. As autoridades chilenas pediram a extradição do décimo militar, o ex-tenente Pedro Pablo Barrientos Nuñez, que vive  na Flórida e se tornou cidadão americano. Barrientos nega envolvimento no crime. Até o final de 2018, não havia decisão, por parte das autoridades dos Estados Unidos, quanto ao pedido de extradição.
Durante os 17 anos do regime de Pinochet, estima-se que cerca de 3 200 pessoas tenham sido mortas ou dadas como "desaparecidas", e que 28 000 tenham sido torturadas pelo Estado.
Em agosto de 2023, o Supremo Tribunal do Chile condenou sete militares na reserva pelo sequestro e homicídio de Víctor Jara, rejeitando os argumentos da defesa contra a sentença, proferida pelo Tribunal de Recurso em novembro de 2021, que condenou Raúl Jofré González, Edwin Dimter Bianchi, Nelson Haase Mazzei, Ernesto Bethke Wulf, Juan Jara Quintana e Hernán Chacón Soto a 25 anos de prisão pelo homicídio e sequestro do músico e também do diretor do Serviço Prisional na altura, Littré Quiroga.
Em 10 de outubro do mesmo ano, as autoridades do estado norte-americano da Flórida anunciaram que o ex-militar Pedro Pablo Barrientos foi preso na cidade de Deltona, em 5 do mesmo mês.

### Carta de Ángel Parra a Víctor Jara
Em dezembro de 1987, Ángel Parra redigiu uma carta póstuma a Jara. Nela, Parra narra a Jara os fatos ocorridos no Chile após o golpe de estado de 1973.

## A obra

### Teatro
Dentre as principais obras dirigidas por Víctor Jara, acham-se:
- (1959) Parecido a la felicidad, de Alejandro Sieveking.
- (1960) La mandrágora, de Maquiavelo.
- (1962) Animas de día claro, de Alejandro Sieveking.
- (1963) Los Invasores de Egon Wolf; Parecido a la Felicidad, de Alejandro Sieveking; Dúo de Raúl Ruiz.
- (1964) Animas de día claro, de Alejandro Sieveking.
- (1965) La remolienda, de Alejandro Sieveking; La Maña de Ann Jellicoe.
- (1966) La casa vieja, de Abelardo Estorino.

Obras em que assistiu à realização:
- (1960) La viuda de Apablaza, de Germán Luco Cruchaga, dirigida por Pedro de la Barra.
- (1961) La madre de los conejos, de Alejandro Sieveking, dirigida por Agustín Siré.
- (1963) El círculo de tiza de Bertolt Brecht, dirigida por Atahualpa del Cioppo.
- (1966) Marat Sade de Peter Weiss, dirigida por William Oliver.

### Discografia
Discos de estúdio
- 1967: Víctor Jara
- 1967: Víctor Jara
- 1968: Canciones folclóricas de América
- 1969: Pongo en tus manos abiertas…
- 1970: Canto libre
- 1971: El derecho de vivir en paz
- 1972: La Población
- 1973: Canto por travesura

Discos ao vivo
- 1978: El recital
- 1996: Víctor Jara en México
- 1996: Víctor Jara habla y canta

Edições póstumas
- 1974: Víctor Jara / Manifiesto
- 1975: Víctor Jara. Presente
- 1975: Víctor Jara. Últimas Canciones
- 1979: Víctor Jara
- 1984: An Unfinished Song
- 1992: Todo Víctor Jara
- 1997: Víctor Jara presente. colección "Haciendo Historia"
- 2001: Víctor Jara
- 2001: Pongo en tus manos abiertas
- 2001: El derecho de vivir en paz
- 2001: Víctor Jara habla y canta
- 2001: La Población
- 2001: Canto por travesura
- 2001: Manifiesto
- 2001: Antología musical
- 2001: 1959-1969